# Jean Bertola
Pour les articles homonymes, voir Bertola.
Jean Bertola, né le 5 juin 1922 à La Roche-sur-Foron (Haute-Savoie) et mort le 9 septembre 1989 dans le 19e arrondissement de Paris, est un auteur-compositeur-interprète, pianiste, arrangeur musical et directeur artistique français.

## Biographie
Pianiste, il chante à la radio de Lyon en mettant en musique les textes envoyés par les auditeurs. Il y rencontre Max Nicolas, Paul Rivier, Jo Darlay's, René Fonteret, Jean Baptiste Piazzano et devient arrangeur-pianiste pour différents artistes. Accompagnateur de Charles Aznavour à ses débuts, il est poussé par Francis Lopez vers une carrière d'interprète. Il crée la version française de Sixteen Tons. Il obtient un prix du disque en 1957. Doté d'une voix suave et mélodieuse comparable à celle de Jean-Claude Pascal, il abandonne la scène pour devenir directeur artistique chez Polydor.
Il est auteur-compositeur-interprète, connu notamment pour avoir interprété des textes non enregistrés par Georges Brassens, dont il était proche et secrétaire artistique. Il est l'un des choristes de Brassens sur  Le roi (album Fernande) en 1972 et sur Tempête dans un bénitier (album Trompe la mort) en 1976.
Il sort un premier album, Dernières chansons (1982), d'après des textes  et musiques en chantier de Brassens, puis un deuxième en 1985, Le Patrimoine de Brassens, dont il a écrit et joué au piano les musiques manquantes.
Il épouse Christiane Cuissard, institutrice puis directrice d'école à Paris, rencontrée à Lyon dans l'immédiat après-guerre. Ils auront une fille, Dominique Bertola. Après son divorce, il se marie avec la journaliste Danièle Heymann en 1964.